# Yvonne Sugden
Yvonne de Montfort Boyer Sugden (* 14. Oktober 1939 in Amersham, England) ist eine ehemalige britische Eiskunstläuferin, die im Einzellauf startete.
Die britische Meisterin von 1954 bis 1956 gewann bei der Europameisterschaft 1954 die Bronzemedaille und wurde bei den Europameisterschaften 1955 in Budapest und 1956 in Paris Vize-Europameisterin, erst hinter Hanna Eigel und dann hinter Ingrid Wendl aus Österreich.
Bei Weltmeisterschaften war ihr bestes Ergebnis der vierte Platz 1956 in Garmisch-Partenkirchen hinter den US-Amerikanerinnen Carol Heiss und Tenley Albright sowie Ingrid Wendl. Bei ihren einzigen Olympischen Spielen belegte Sugden 1956 in Cortina d’Ampezzo ebenfalls den vierten Platz.

## Ergebnisse
| Wettbewerb / Jahr         | 1951 | 1952 | 1953 | 1954 | 1955 | 1956 |
| ------------------------- | ---- | ---- | ---- | ---- | ---- | ---- |
| Olympische Winterspiele   |      |      |      |      |      | 4.   |
| Weltmeisterschaften       | 19.  |      | 8.   | 6.   | 8.   | 4.   |
| Europameisterschaften     |      | 18.  | 5.   | 3.   | 2.   | 2.   |
| Britische Meisterschaften |      |      |      | 1.   | 1.   | 1.   |